# Jean-François Du Resnel du Bellay
Jean-François Du Resnel du Bellay (auch: Du Bellay du Resnel; * 29. Juni 1692 in Rouen; † 25. Februar 1761 in Paris) war ein französischer Oratorianer, Kommendatarabt, Journalist, Übersetzer und Mitglied der Académie des Inscriptions et Belles-Lettres und der Académie française.

## Leben und Werk
Jean-François Du Resnel Du Bellay entstammte einer normannischen Adelsfamilie. Sein Vater war Offizier. Nach Besuch des Jesuitenkollegs trat er 1711 bei den Oratorianern ein und wurde zum Unterrichten nach Saumur geschickt. Sein Onkel, Bischof Pierre de Langle von Boulogne, holte ihn nach Boulogne-sur-Mer, wo er zum Doktor der Rechtswissenschaft promoviert wurde, und machte ihn 1720 zum Kanoniker. Nach dem Tod des Bischofs ging er 1724 nach Paris und wurde Kanoniker von Saint-Jacques de l’Hôpital. Der Herzog von Orléans, der ihn schätzte, besorgte ihm 1733 das Amt eines Kommendatarabts der Abtei Saint-Nicolas von Septfontaines in Andelot-Blancheville.
Du Resnel, Freund Voltaires, der neben den alten Sprachen auch Italienisch, Spanisch und in Boulogne vor allem Englisch gelernt hatte, übersetzte von Alexander Pope die philosophischen Dichtungen An Essay on Criticism (Les principes du goût ou Essai sur la critique, 1730, 770 Verse) und An Essay on Man (Les principes de la morale ou Essai sur l’homme, 1736, 2000 Verse). Pope beschwerte sich darüber, dass Du Resnel manche Aussage abgeschwächt oder ausgelassen hatte. Aber auch von der kirchlichen Gegenseite kam Kritik, weil der Text in Frankreich immer noch als zu gewagt empfunden wurde. Du Resnel reagierte 1737 in einem 60-seitigen Vorwort zur Neuauflage.
Von 1731 bis 1736 war Du Resnel Mitarbeiter des Journal des Savants. 1733 wurde er in die Académie des Inscriptions et Belles-Lettres aufgenommen (als Associé, 1756 als Pensionnaire) und publizierte dort mehrere Arbeiten. Ab 1742 war er Mitglied der Académie française (Sitz Nr. 39), nachdem er dort bereits 1732 ein Panégyrique de Saint Louis (Panegyrisches Gedicht auf Ludwig den Heiligen) vorgetragen hatte. Er starb 1761 im Alter von 68 Jahren.

## Werke (Auswahl)
- (Übersetzer) Essai sur la critique, poème traduit de l’anglois de Mr Pope, avec un discours et des remarques. T. Le Gras, Paris 1730.
- (Übersetzer) Principes de la morale et du goût en deux poèmes traduits de l’anglais. Briasson, Paris 1737. 3. Auflage 1738. (Neuauflage des Essai sur la critique, erweitert um den Essai sur l’homme, mit langem Vorwort)